# 南満洲鉄道ミカイ型蒸気機関車
南満洲鉄道ミカイ型蒸気機関車（みなみまんしゅうてつどうミカイがたじょうききかんしゃ）は、南満洲鉄道が製造した単式2気筒で過熱式のテンダー式蒸気機関車である。
主に貨物輸送のために用いられて、総生産数はわかっているだけで1746両（中国で戦後作られた物を除く）であり、D51型蒸気機関車を抜いて日本製蒸気機関車で一番多く生産されている。

## 概要
第一次世界大戦時の貨物輸送増加に対応するため、主として本線の奉天以南の石炭輸送などで使用する目的で製造された。当初はアメリカのアルコ製の輸入機25両で、その後1924年 - 1928年までに満鉄および日本の工場で増備された。満鉄の貨物輸送の主力機であり、満洲事変後はデカ形に代わって安奉線でも使用されるようになった。動輪径がソリニ - ソリシ形のものを踏襲して1370mmと小さかったため、本来の貨物輸送のほか九四式装甲列車の牽引機としても使用された。満洲国鉄線でもミカイ形の設計を採用し、1933年にはミカ形「国大ミカ」として敦図線用に34両を製造、その後ミカナ形として40両が増備された。これらは転車台の小さい満洲国鉄線用に炭水車を短くしていた。満鉄線、満洲国鉄線とも、以後の増備は改良型であるミカコ形の設計によった。1938年の車両称号改正では満鉄線ミカコ形、満洲国鉄線ミカナ形はミカイ形に統一された。
ミカイは満鉄だけに限らず、満州国国有鉄道、華北交通、華中鉄道、北鮮拓殖鉄道、戦後の輸出機に至るまでわかっているだけでアルコ製や戦後の中国製造分を除くと1746両が日本で製造された。
また、計画された物にミカイを2－8－4のバークシャーに改造してブースターを取り付けたリクイ型蒸気機関車もあったが、輸出直前で終戦となり実現しなかった。

## 戦後
旧ミカイ形、旧ミカコ形、旧ミカナ形を合わせて、大連埠頭局管内 (26両) 、奉天 (319両) 、錦州 (154両) 、吉林 (185両) 、牡丹江 (157両) 、哈爾浜 (188両) 、羅津 (6両) の各鉄道局管内と、他鉄道に貸出中 (59両) のもの1124両が存在し、中華民国に引渡された。朝鮮総督府鉄道局線に貸出中で韓国や北朝鮮に接収されたもの、中華人民共和国所属機で朝鮮戦争の際に韓国側に接収されたものなども存在すると考えられる。また、朝鮮戦争時に国連軍向けに日本の工場で44両のミカイ形が製造されている。中華人民共和国成立後は「MK1」形、のちに「解放 (JF) 1」形として華中鉄道、華北交通の分を合わせて1400両以上が使用された。番号は1 - 2100までが与えられたと考えられる。1950年には四方工場で、既存の部品を用いた組み立てが始まり (2101 - 2120)、1952年 - 1960年には四方、大連、斉斉哈爾の各工場で455両 (2121 - 2500, 4001 - 4101) が増備されている。貨物列車用機関車の主力として中国全土で使用された。産業用に使用されているものは、2000年代に入っても現役のものがあった。
日本で製造されたミカイは戦後も朝鮮戦争の特需で売れた物もあったが、終戦後に余剰となった。1961年5月号の米紙『トレインズ』では新幹線の路盤固めに使われるとの報道もあったが使われることなくいつしか解体されて、新幹線の路盤固めは私鉄の電車が使われた。

## 保存
北京の中国鉄道博物館の5両をはじめ、保存機も多い。
中国
中国鉄道博物館
- JF1 304旧満鉄ミカイ304、現在は毛沢東号と名付けられている
- JF1 1191.旧満州国ミカイ1191、現在は朱徳号と名付けられている
- JF1 2101 中華人民共和国建国されたときに作られた最初の蒸気機関車
- JF1 2121
- JF1-4101 1958年に太原機関車廠で製造

中国中車青島四方機車車輛
- JF1 2102前述のJF1 2101の次に作られた蒸気機関車

満洲里駅
- JF1 1861旧華北運輸ミカイ1861

抗美援朝紀念館
ㄇㄎ1-1115 朝鮮戦争時に北朝鮮に物資輸送するなどの活躍をした。のちに運転士の李国珩は1級功労勲章と2級英雄模範勲章、および2級北朝鮮兵士名誉勲章を授与された。
韓国
- 미카5-31湖南線永山浦駅
- 미카5-37現代ロテム本社
- 미카5-48大邱児童センター
- 미카5-56花郎台駅 (韓国鉄道公社)

北朝鮮
- 少なくとも一両(6163)が観光用として運転されている。

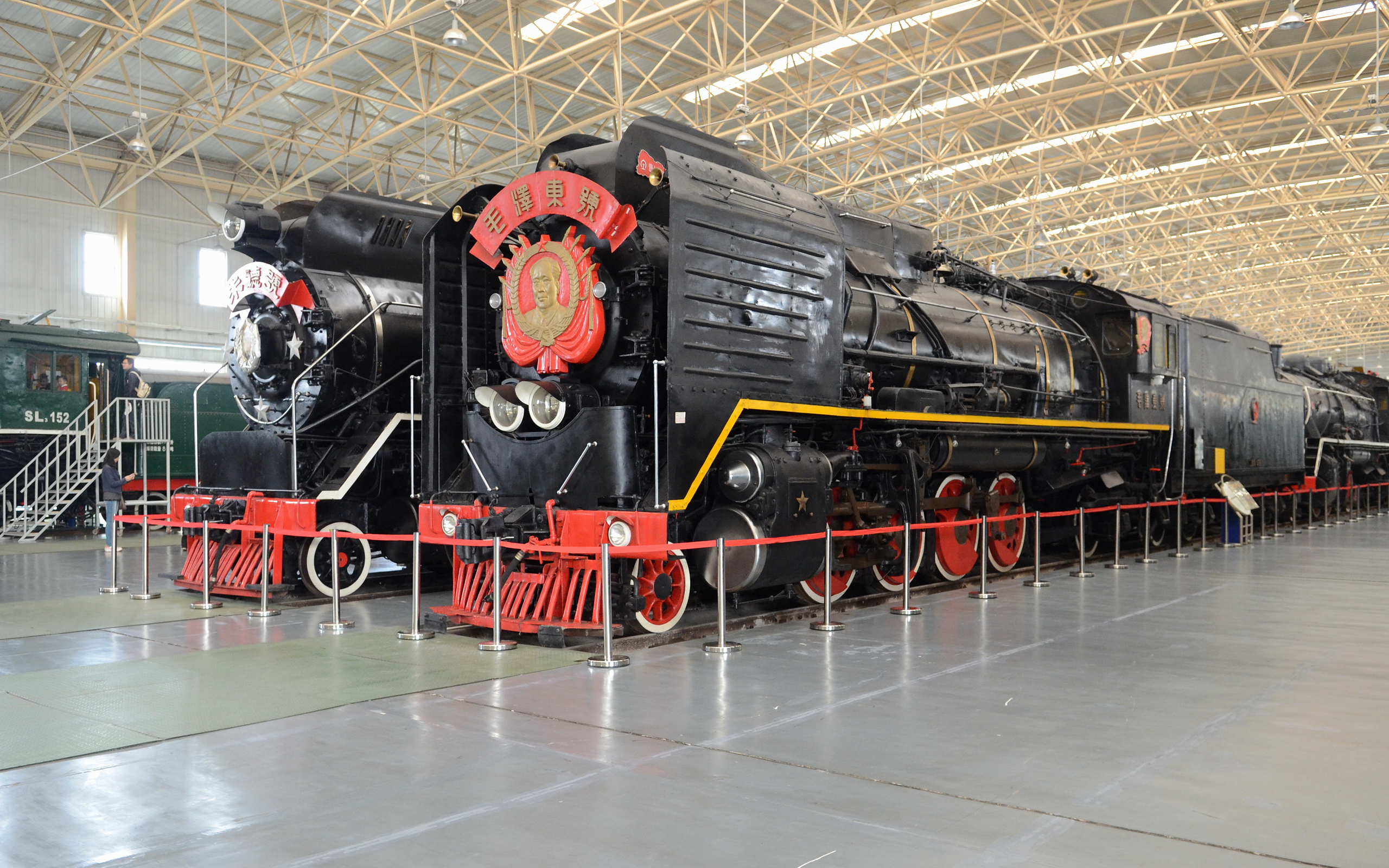
中国鉄道博物館に保存されているミカイ型蒸気機関車